# Europaspiele 2015/Teilnehmer (Luxemburg)
| Gelbes Symbol für Goldmedaillen mit stilisierten Olympischen Ringen | Graues Symbol für Silbermedaillen mit stilisierten Olympischen Ringen | Braundes Symbol für Bronzemedaillen mit stilisierten Olympischen Ringen |
| ------------------------------------------------------------------- | --------------------------------------------------------------------- | ----------------------------------------------------------------------- |
| —                                                                   | —                                                                     | —                                                                       |

Luxemburg nahm in Baku an den Europaspielen 2015 teil. Vom Comité Olympique et Sportif Luxembourgeois wurden 58 Athleten in 11 Sportarten nominiert.

## Bogenschießen
| Athleten      | Wettbewerb | Platzierungsrunde | Platzierungsrunde | 1. Runde (64er) | 1. Runde (64er) | 2. Runde (32er)   | 2. Runde (32er) | Achtelfinale       | Achtelfinale | Viertelfinale | Viertelfinale | Halbfinale | Halbfinale | Finale | Finale   | Rang |
| Athleten      | Wettbewerb | Ringe             | Rang              | Gegner          | Ergebnis        | Gegner            | Ergebnis        | Gegner             | Ergebnis     | Gegner        | Ergebnis      | Gegner     | Ergebnis   | Gegner | Ergebnis | Rang |
| ------------- | ---------- | ----------------- | ----------------- | --------------- | --------------- | ----------------- | --------------- | ------------------ | ------------ | ------------- | ------------- | ---------- | ---------- | ------ | -------- | ---- |
| Männer        |            |                   |                   |                 |                 |                   |                 |                    |              |               |               |            |            |        |          |      |
| Jeff Henckels | Einzel     | 662               | 20                | Taras Senyuk    | 6 : 4           | David Pasqualucci | 6 : 4           | Heorhiy Ivanytskyy | 2 : 6        | –             | –             | –          | –          | –      | –        | 9–16 |

## Fechten
| Athleten    | Wettbewerb   | Gruppenphase | Gruppenphase | 1. Runde (32er) | 1. Runde (32er) | Achtelfinale | Achtelfinale | Viertelfinale | Viertelfinale | Halbfinale / Klassifikation | Halbfinale / Klassifikation | Finale / Platzierung | Finale / Platzierung | Rang |
| Athleten    | Wettbewerb   | Bilanz       | Platzierung  | Gegner          | Ergebnis        | Gegner       | Ergebnis     | Gegner        | Ergebnis      | Gegner                      | Ergebnis                    | Gegner               | Ergebnis             | Rang |
| ----------- | ------------ | ------------ | ------------ | --------------- | --------------- | ------------ | ------------ | ------------- | ------------- | --------------------------- | --------------------------- | -------------------- | -------------------- | ---- |
| Frauen      |              |              |              |                 |                 |              |              |               |               |                             |                             |                      |                      |      |
| Lis Fautsch | Degen Einzel | 2:4 Siege    | 6            | Julia Beljajeva | 8:15            | –            | –            | –             | –             | –                           | –                           | –                    | –                    |      |

## Judo
| Athleten     | Wettbewerb       | 1. Runde | 1. Runde | 2. Runde            | 2. Runde  | Achtelfinale | Achtelfinale | Viertelfinale | Viertelfinale | Hoffnungsrunde Halbfinale | Hoffnungsrunde Halbfinale | Halbfinale | Halbfinale | Hoffnungsrunde Finale | Hoffnungsrunde Finale | Finale / Kampf um Bronze | Finale / Kampf um Bronze | Rang |
| Athleten     | Wettbewerb       | Gegner   | Ergebnis | Gegner              | Ergebnis  | Gegner       | Ergebnis     | Gegner        | Ergebnis      | Gegner                    | Ergebnis                  | Gegner     | Ergebnis   | Gegner                | Ergebnis              | Gegner                   | Ergebnis                 | Rang |
| ------------ | ---------------- | -------- | -------- | ------------------- | --------- | ------------ | ------------ | ------------- | ------------- | ------------------------- | ------------------------- | ---------- | ---------- | --------------------- | --------------------- | ------------------------ | ------------------------ | ---- |
| Frauen       |                  |          |          |                     |           |              |              |               |               |                           |                           |            |            |                       |                       |                          |                          |      |
| Marie Muller | Klasse bis 52 kg | –        | –        | Julija Ryschowa     | 000-011   | –            | –            | –             | –             | –                         | –                         | –          | –          | –                     | –                     | –                        | –                        |      |
| Lynn Mossong | Klasse bis 70 kg | –        | –        | Szaundra Diedrich   | 0002-0001 | –            | –            | –             | –             | –                         | –                         | –          | –          | –                     | –                     | –                        | –                        |      |
| Männer       |                  |          |          |                     |           |              |              |               |               |                           |                           |            |            |                       |                       |                          |                          |      |
| Tom Schmit   | Klasse bis 60 kg | –        | –        | Łukasz Kiełbasiński | 0000-0011 | –            | –            | –             | –             | –                         | –                         | –          | –          | –                     | –                     | –                        | –                        |      |

## Karate
| Athleten      | Wettbewerb       | Gruppenphase                               | Gruppenphase | Halbfinale | Halbfinale | Finale/Kampf um Bronze | Finale/Kampf um Bronze | Rang |
| Athleten      | Wettbewerb       | Gegner                                     | Ergebnis     | Gegner     | Ergebnis   | Gegner                 | Ergebnis               | Rang |
| ------------- | ---------------- | ------------------------------------------ | ------------ | ---------- | ---------- | ---------------------- | ---------------------- | ---- |
| Frauen        |                  |                                            |              |            |            |                        |                        |      |
| Jenny Warling | Kumite bis 55 kg | Ilaha Gasimova Jelena Kovačević Tuba Yakan | 0:4 1:1 0:5  | –          | –          | –                      | –                      |      |

## Leichtathletik
| Athleten                                                      | Wettbewerb       | Finale        | Finale        | Finale |
| Athleten                                                      | Wettbewerb       | Zeit/Weite    | Rang          | Punkte |
| ------------------------------------------------------------- | ---------------- | ------------- | ------------- | ------ |
| Frauen                                                        |                  |               |               |        |
| Tessy Debra                                                   | Diskuswurf       | 33,86 m       | 9             | 6      |
| Vera Hoffmann                                                 | 3000 m           | 10:01,50 min  | 7             | 8      |
| Laurence Jones                                                | Weitsprung       | 5,58 m        | 7             | 8      |
| Stéphanie Krumlovsky                                          | Kugelstoßen      | 13,34 m       | 6             | 9      |
| Tamara Krumlovsky                                             | 400 m            | 58,56 s       | 9             | 6      |
| Lara Marx                                                     | Dreisprung       | 11,25 m       | 11            | 4      |
| Charline Mathias                                              | 800 m            | 2:01,77 min   | 1             | 14     |
| Martine Mellina                                               | 5000 m           | 17:16,14 min  | 5             | 10     |
| Véronique Michel                                              | Speerwurf        | 43,53 m       | 6             | 9      |
| Martine Nobili                                                | 1500 m           | 4:27,46 min   | 3             | 12     |
| Isabeau Pleimling                                             | Hammerwurf       | 42,83 m       | 7             | 8      |
| Victoria Rausch                                               | 100 m Hürden     | 14,19 s       | 4             | 11     |
| Gina Reuland                                                  | Stabhochsprung   | 4,20 m        | 2             | 13     |
| Kim Reuland                                                   | 400 m Hürden     | 59,80 s       | 2             | 13     |
| Elodie Tshilumba                                              | Hochsprung       | 1,78 m        | 5             | 10     |
| Tiffany Tshilumba                                             | 100 m            | 12,03 s       | 5             | 10     |
| Tiffany Tshilumba                                             | 200 m            | 24,58 s       | 5             | 10     |
| Liz Weiler                                                    | 3000 m Hindernis | 11:41,55 min  | 9             | 6      |
| Anais Bauer Laurence Jones Lara Marx Patrizia van der Weken   | 4 × 100 m        | nicht beendet | nicht beendet |        |
| Tamara Krumlovsky Charline Mathias Martine Nobili Kim Reuland | 4 × 400 m        | 3:44,13 min   | 4             | 11     |
| Männer                                                        |                  |               |               |        |
| Yoann Bebon                                                   | Weitsprung       | 6,81 m        | 9             | 6      |
| Ben Bertemes                                                  | 800 m            | 1:56,09 min   | 11            | 4      |
| Bob Bertemes                                                  | 1500 m           | 3:55,66 min   | 7             | 8      |
| Bob Bertemes                                                  | Kugelstoßen      | 17,93 m       | 4             | 11     |
| Pol Bidaine                                                   | 100 m            | 11,12 s       | 10            | 5      |
| Lionel Evora Delgado                                          | 200 m            | 23,07 s       | 12            | 3      |
| Sven Forster                                                  | Diskuswurf       | 48,54 m       | 6             | 9      |
| Jacques Frisch                                                | 400 m Hürden     | 53,89 s       | 5             | 10     |
| Charel Gaspar                                                 | Hochsprung       | 2,04 m        | 8             | 7      |
| Claude Godart                                                 | 110 m Hürden     | 42,54 s       | 7             | 8      |
| Sébastien Hoffelt                                             | Stabhochsprung   | 4,70 m        | 4             | 11     |
| Rick Horsmans                                                 | 400 m            | 50,57 s       | 5             | 10     |
| Christophe Kass                                               | 5000 m           | 15:25,21 min  | 9             | 6      |
| Ben Kiffer                                                    | Dreisprung       | 13,18 m       | 12            | 3      |
| Pol Mellina                                                   | 3000 m           | 8:20,74 min   | 4             | 11     |
| Luc Scheller                                                  | 3000 m Hindernis | 9:52,72 min   | 11            | 4      |
| Stephane Tonizzo                                              | Hammerwurf       | 49,65 m       | 7             | 8      |
| Antoine Wagner                                                | Speerwurf        | 63,18 m       | 6             | 9      |
| Yoann Bebon Pol Bidaine Olivier Boussong Lionel Evora Delgado | 4 × 100 m        | 42,54 s       | 9             | 6      |
| Jacques Frisch Charel Gaspar Rick Horsmans Tom Scholer        | 4 × 400 m        | 3:20,04 min   | 9             | 6      |

Endplatzierung
| Team      | Wettkampf  | Finale | Finale |
| Team      | Wettkampf  | Punkte | Rang   |
| --------- | ---------- | ------ | ------ |
| Luxemburg | Mixed Team | 317    | 7      |

## Radsport

### Mountainbike
| Athleten         | Wettbewerb    | Zeit (h) | Rang |
| ---------------- | ------------- | -------- | ---- |
| Männer           |               |          |      |
| Christian Helmig | Cross-Country | 1:51:38  | 22   |

### Straße
| Athleten      | Wettbewerb      | Zeit             | Rang             |
| ------------- | --------------- | ---------------- | ---------------- |
| Männer        |                 |                  |                  |
| Jempy Drucker | Straßenrennen   | nicht angetreten | nicht angetreten |
| Alex Kirsch   | Straßenrennen   | 5:42:25          | 60               |
| Alex Kirsch   | Einzelzeitfahrt | 1:04:44,51       | 21               |
| Joël Zangerle | Straßenrennen   | 5:33:43          | 32               |

## Schießen
| Athleten      | Klasse | Wettbewerb      | Qualifikation   | Qualifikation | Finale          | Finale | Rang |
| Athleten      | Klasse | Wettbewerb      | Ringe/ Scheiben | Rang          | Ringe/ Scheiben | Rang   | Rang |
| ------------- | ------ | --------------- | --------------- | ------------- | --------------- | ------ | ---- |
| Frauen        |        |                 |                 |               |                 |        |      |
| Carole Calmes | Gewehr | Luftgewehr 10 m | 409,8           | 32            | –               | –      |      |
| Männer        |        |                 |                 |               |                 |        |      |
| Lyndon Sosa   | Flinte | Trap            | 115             | 25            | –               | –      |      |

## Tischtennis
| Athleten                                     | Wettbewerb | 1. Runde         | 1. Runde | 2. Runde      | 2. Runde | Achtelfinale       | Achtelfinale | Viertelfinale | Viertelfinale | Halbfinale | Halbfinale | Finale/Spiel um Platz 3 | Finale/Spiel um Platz 3 | Rang |
| Athleten                                     | Wettbewerb | Gegner           | Ergebnis | Gegner        | Ergebnis | Gegner             | Ergebnis     | Gegner        | Ergebnis      | Gegner     | Ergebnis   | Gegner                  | Ergebnis                | Rang |
| -------------------------------------------- | ---------- | ---------------- | -------- | ------------- | -------- | ------------------ | ------------ | ------------- | ------------- | ---------- | ---------- | ----------------------- | ----------------------- | ---- |
| Frauen                                       |            |                  |          |               |          |                    |              |               |               |            |            |                         |                         |      |
| Sarah De Nutte                               | Einzel     | Carole Grundisch | 3:4      | –             | –        | –                  | –            | –             | –             | –          | –          | –                       | –                       |      |
| Ni Xialian                                   | Einzel     | Lisa Lung        | 4:0      | Georgina Póta | 4:0      | Marharyta Pessozka | 2:4          | –             | –             | –          | –          | –                       | –                       |      |
| Sarah De Nutte Danielle Konsbruck Ni Xialian | Mannschaft | –                | –        | –             | –        | Polen              | 1:3          | –             | –             | –          | –          | –                       | –                       |      |

## Triathlon
| Athleten   | Wettbewerb | Zeit (h) | Rang |
| ---------- | ---------- | -------- | ---- |
| Männer     |            |          |      |
| Bob Haller | Einzel     | 1:51:43  | 20   |

## Wassersport

### Schwimmen
Hier fanden Jugendwettbewerbe statt. Bei den Frauen ist das die U17 (Jahrgang 1999) und bei den Männern die U19 (Jahrgang 1997).
| Athleten              | Wettbewerb         | Vorlauf     | Vorlauf | Halbfinale  | Halbfinale | Finale | Finale | Rang |
| Athleten              | Wettbewerb         | Zeit        | Rang    | Zeit        | Rang       | Zeit   | Rang   | Rang |
| --------------------- | ------------------ | ----------- | ------- | ----------- | ---------- | ------ | ------ | ---- |
| Frauen                |                    |             |         |             |            |        |        |      |
| Eline van den Bossche | 50 m Rücken        | 30,96 s     | 36      | -           | -          | -      | -      |      |
| Eline van den Bossche | 100 m Rücken       | 1:06,11 min | 24      | -           | -          | -      | -      |      |
| Eline van den Bossche | 200 m Rücken       | 2:19,97 min | 16      | 2:21,22 min | 15         | -      | -      |      |
| Eline van den Bossche | 50 m Schmetterling | 29,77 s     | 45      | -           | -          | -      | -      |      |
| Eline van den Bossche | 200 m Lagen        | 2:23,50 s   | 20      | -           | -          | -      | -      |      |
| Männer                |                    |             |         |             |            |        |        |      |
| Max Mannes            | 200 m Freistil     | 1:57,49 min | 48      | -           | -          | -      | -      |      |
| Max Mannes            | 50 m Rücken        | 27,60 s     | 33      | -           | -          | -      | -      |      |
| Max Mannes            | 100 m Rücken       | 59,23 s     | 41      | -           | -          | -      | -      |      |
| Max Mannes            | 200 m Rücken       | 2:07,58 min | 28      | -           | -          | -      | -      |      |